# Afare Apeadu Donkor
Afare Apeadu Donkor (* 10. Februar 1944) ist ein ghanaischer Diplomat im Ruhestand.

## Leben
Im Anschluss an sein Studium der Wirtschaftswissenschaften an der Universität von Ghana, das er 1968 als Bachelor abschloss, war Donkor bei Barclays, der National Investment Bank und der Universal Merchant Bank beschäftigt. 1987 gründete er das Consolidated Discount House, war dessen Geschäftsführer und gründete die Ghana Leasing Company und war deren Präsident. Zwei Jahre später gründete er die CAL Bank, in deren Leitung er bis 1996 beschäftigt war. Er gehörte der Gründungskommission der Ghana Stock Exchange an und stand dieser später als Präsident vor. Von 1996 bis 2002 betrieb er das Finanzberatungsunternehmen Sedgwick Consult. Er war Vorstand des Cocoa Marketing Board sowie der Ghana Oil Company.
Am 18. Juli 2002 wurde Donkor ghanaischer Botschafter in Peking. Er verhandelte bilaterale Abkommen zwischen der Volksrepublik von China und verbesserte den ICT Development Index. 2007 schied er aus dem Dienst aus.

## Quelle
- Ghana Missions Abroad. (PDF) 2001, S. 269, archiviert vom Original (nicht mehr online verfügbar) am 17. Juni 2016; abgerufen am 13. April 2016 (englisch).

| Vorgänger                | Amt                                                     | Nachfolger       |
| ------------------------ | ------------------------------------------------------- | ---------------- |
| Emmanuel Oscar Ameyedowo | ghanaischer Botschafter in China 18. Juli 2002 bis 2007 | Helen Mamle Kofi |

| Personendaten    | Personendaten        |
| ---------------- | -------------------- |
| NAME             | Donkor, Afare Apeadu |
| KURZBESCHREIBUNG | ghanaischer Diplomat |
| GEBURTSDATUM     | 10. Februar 1944     |